# Сава Согић
Сава Согић (Манђелос, код Сремске Митровице, 24. април 1915 – Ивањица, 2. август 1981) био је учесник Народноослободилачке борбе, генерал-мајор ЈНА и народни херој Југославије.

## Биографија
Рођен је 24. априла 1915. године у селу Манђелосу, код Сремске Митровице. Основну школу завршио је у родном селу, а потом се до почетка Другог светског рата бавио земљорадњом. После завршетка војног рока, непосредно пред почетак рата, преко свог земљака Бошка Палковљевића Пинкија, добио је прва сазнања о револуционарном радничком покрету и постао симпaтизер Комунистичке партије Југославије (КПЈ).
После окупације Краљевине Југославије, 1941. године, активно се укључио у Народноослободилачки покрет (НОП) и радио је на организовању устанка у Срему. По упутствима, које је добијао од Пинкија, радио је на прикупљању и сакривању оружја, окупљању омладине и њиховом укључивању у НОП, разношењу и дељењу пропагандних мaтеријала и друго. Учествовао је и у неколико акција, током лета 1941. године, а у Фрушкогорски партизански одред ступио је 8. марта 1942. године.
Убрзо после његовог доласка у Одрред, учествовао је у нападима на непријатељске посаде у селима у подножју Фрушке горе — Баноштору, Черевићу, Сусеку и Манђелосу. У овим акцијама, показао се као храбар борац, па је у знак признања добио тада једини пушкомитраљез, који је Одред имао. Као пушкомитраљезац се још више трудио да оправда поверење својих другова. Приликом непријатељског напада на Одред, из правца Гргуреваца, нанео је непријатељу знатне губитке. Као још један знак признања, за своју активност у борби, 10. априла 1942. године је био примљен у чланство Комунистичке партије Југославије (КПЈ).
Истицао се у скоро свим борбама које је Одред учествовао, а нарочито се истакао у борби на Црвеном чоту, на Фрушкој гори, у лето 1942. године, за време непријатељске офанзиве. Сава је тада, у критичној ситуацији борбе, успео да се постави испред непријатељских положаја и да одатле неоткривен, ватром из свог пушкомитраљеза обасипа непријатељску колону. Само у овој борби успео је да убије и рани око 40 непријатељских војника. После ове борбе, био је постављене за командира чете, а три месеца касније за команданта батаљона у Фрушкогорском партизанском одреду.
Маја 1943. године постављен је за команданта реорганизованог Сремског партизанског одреда и са њим учествовао у источном делу Срема, на комуникацији Београд-Винковци, у нападу на Ириг, Купиново, Бољевце и непријатељско упориште у селу Бапска, код Шида. Исте године, је са Одредом прешао у источну Босну. Када је у Босни, јануара 1944. године била формирана 16. војвођанска дивизија, Сава је био постављен за команданта Друге војвођанске ударне бригаде. Под његовом командом, ова бригада је учествовала у нападу на Тузлу, чишћењу Требаве од четника и др. Под његовом командом, бригада је 18. марта 1944. године, код села Кораја и Забрђа, водила тешке борбе са деловима немачке 13. СС брдске дивизије „Ханџар“, када је убијено 120 непријатељских војника „есесоваца“. За овај подвиг бригада је добила похвалу од Врховног команданта НОВ и ПОЈ маршала Тита. Бригадом је командовао све до 24. октобра 1944. године, када је по завршетку Београдске операције, прешао у Срем и у почетним борбама за формирање Сремског фронта, био рањен у близини села Доњи Петровци, код Руме. После оздрављења, априла 1945. године био је постављен за команданта војне области при Главном штабу НОВ и ПО Војводине.
После ослобођења Југославије, наставио је војну каријеру у Југословенској армији. Налазио се на дужностима начелника Војног округа Београд, помоћника команданта позадине корпуса и др. Завршио је Вишу војну академију ЈНА 1952. и Курс оператике ЈНА 1962. године. Активна војна служба му је престала престала 1965. године у чину генерал-мајора.
Умро је 2. августа 1981. године у Ивањици. Сахрањен је у Алеји народних хероја, на Градском гробљу у Новом Саду.
Одликован је са неколико југословенских одликовања, међу којима су Орден заслуга за народ са златном звездом и Орден партизанске звезде са сребрним венцем. Орденом народног хероја је одликован 26. септембра 1953. године.